# هیگره
هیگره  heygare نام یکی از قله های رشته کوه گرین در غرب ایران است. کوههای گرین در جنوب استان همدان و شمال استان لرستان در غرب بروجرد قرار دارند. قله هیگره یکی از قله های سرسخت و سنگ چین و پرشیب گرین در منطقه ونایی و کهمان الشتر می باشد با بلندی  3486 متر؛ در بیشتر ایام سال پوشیده از برف هست و مسیر صعودش از روستای ونایی بروجرد و منطقه دروازه کهمان،یا تاریکدر خرگوشناب می باشد. در پایین این چکاد از سمت روستای ونایی سرابی در بلندی 3100 متر هست که به آن میش خونی گویند. از این رو کسانی که می خواهند به این چکاد بروند، اگر از سمت بروجرد (روستای ونایی) از دره ای به نام شیب که غار ونایی نیز در آن است بروند، تا 3100 متری به آب دسترسی دارند.